# Oligoaeschna minuta
Oligoaeschna minuta är en trollsländeart som beskrevs av Syoziro Asahina 1986. Oligoaeschna minuta ingår i släktet Oligoaeschna och familjen mosaiktrollsländor. Inga underarter finns listade i Catalogue of Life.